# Sjenka slave (1962.)
Sjenka slave, hrvatski dugometražni film iz 1962. godine.